# Unter Gabelhorn
Unter Gabelhorn är en bergstopp i Schweiz.   Den ligger i distriktet Visp och kantonen Valais, i den södra delen av landet, 100 km söder om huvudstaden Bern. Toppen på Unter Gabelhorn är 3 392 meter över havet.
Terrängen runt Unter Gabelhorn är huvudsakligen mycket bergig. Närmaste större samhälle är Zermatt, 4,0 km öster om Unter Gabelhorn. 
Trakten runt Unter Gabelhorn består i huvudsak av gräsmarker. Runt Unter Gabelhorn är det glesbefolkat, med 10 invånare per kvadratkilometer.